# Mozzate
Mozzate är en ort och kommun i provinsen Como i regionen Lombardiet i Italien. Kommunen hade 8 960 invånare (2018).